# Tadamata
Tadamata (łac. Tadamatensis) – stolica historycznej diecezji w Cesarstwie rzymskim, w prowincji Mauretania Cezarejska. Współcześnie kojarzona z ruinami Tadmit lub Tamdint w północnej Algierii. Obecnie katolickie biskupstwo tytularne.

## Biskupi
| Lp. | Biskup                                      | Funkcja                                                            | Od               | Do                   |
| --- | ------------------------------------------- | ------------------------------------------------------------------ | ---------------- | -------------------- |
| 1   | Modestus Johannes-Baptiste Everaerts O.F.M. | Wikariusz apostolski południowo-zachodniego Hubei (Chiny)          | 24 grudnia 1904  | 27 października 1912 |
| 2   | Firmin-Jules Guichard C.S.Sp.               | Wikariusz apostolski Brazzaville (Kongo)                           | 12 czerwca 1922  | 27 kwietnia 1936     |
| 3   | Joseph Ciamgioenpuo (Chang Yuin-po)         | Wikariusz apostolski Süanhwafu (Chiny)                             | 7 lipca 1936     | 11 kwietnia 1946     |
| 4   | François-Odon De Wilde O.P.                 | Wikariusz apostolski Niangara (Rep. Dem. Konga)                    | 11 marca 1948    | 10 listopada 1958    |
| 5   | Joseph Hubertus Soudant S.C.I.              | Biskup koadiutor Palembang (Indonezja)                             | 3 stycznia 1961  | 5 kwietnia 1963      |
| 6   | Richard Cleire M.Afr.                       | biskup senior Kasongo (Rep. Dem. Konga)                            | 5 kwietnia 1963  | 8 stycznia 1968      |
| 7   | Eugène-Marie Ernoult                        | Biskup pomocniczy Nantes (Francja)                                 | 23 grudnia 1968  | 28 czerwca 1977      |
| 8   | Paride Taban                                | Biskup pomocniczy Dżuby (Sudan)                                    | 28 stycznia 1980 | 2 lipca 1983         |
| 9   | Adam Odzimek                                | Biskup pomocniczy sandomiersko-radomski Biskup pomocniczy radomski | 3 kwietnia 1985  | 13 marca 2022        |